# Trachytettix bufo
Trachytettix bufo är en insektsart som först beskrevs av Costa, O.G. 1864.  Trachytettix bufo ingår i släktet Trachytettix och familjen torngräshoppor.

## Underarter
Arten delas in i följande underarter:
- T. b. babaulti
- T. b. bufo